# Ibibio
Ibibio – lud afrykański zamieszkujący głównie południowo-wschodnią Nigerię. Najliczniej reprezentowani w stanach Akwa Ibom i Cross River. Posługują się językiem ibibio, z grupy języków nigero-kongijskich. Populacja liczy ok. 5,9 mln osób.
Ibibio sąsiadują z ludami: Igbo, Ijo, Idoma, Igala i Bangwa. Ibibio mieszkali na obszarze Cross River, w Nigerii przez kilkaset lat, natomiast pisemne informacje na ich temat istnieją tylko na kolonialnych zapiskach pod koniec roku 1800. Ustne przekazy w tym regionie są o wiele wcześniejsze. Ibibio aktywnie stawiali opór inwazji kolonialnej, dopiero od zakończenia I wojny światowej, Brytyjczycy zdołali zdobyć silną pozycję w regionie.
Rolniczą podstawą tego regionu jest palma oleista i olej z palmy który jest sprzedawany na rynki zewnętrzne.